# Ramona Neubertová
Ramona Neubertová (* 26. července 1958, Pirna) je bývalá východoněmecká atletka, mistryně světa a mistryně Evropy v sedmiboji.
Při svém prvním mezinárodním startu na mistrovství Evropy v Praze v roce 1978 skončila mezi pětibojařkami šestá, na olympiádě v Moskvě v roce 1980 se umístila na čtvrtém místě. Svých největších úspěchů dosáhla poté, co byl pětiboj nahrazen sedmibojem - zvítězila na mistrovství Evropy v roce 1982 v Athénách i při premiéře mistrovství světa v Helsinkách v roce 1983. Celkem čtyřikrát zlepšila světový rekord v sedmiboji, nejvíce na 6836 bodů v roce 1983.